# Altmets
Altmets (del ruso: Альтмец) es un seló del distrito de Lázarevskoye de la unidad municipal de la ciudad de Sochi del krai de Krasnodar, en el sur de Rusia. Está situado en la orilla derecha del río Západni Dagomýs, 15 km al noroeste de Sochi y 156 km al sureste de Krasnodar, la capital del krai. Tenía 197 habitantes en 2010.
Pertenece al ókrug rural Vólkovski.

## Historia
Perteneció entre el 26 de diciembre de 1962 y el 16 de enero de 1965 al raión de Tuapsé. En 2011 se construyó la red de gas natural